# Murray Bridge Airport
Murray Bridge Airport (engelska: Pallamana Aerodrome, Pallamanna Airfield) är en flygplats i Australien. Den ligger i kommunen Murray Bridge och delstaten South Australia, omkring 59 kilometer öster om delstatshuvudstaden Adelaide. Murray Bridge Airport ligger 47 meter över havet.
Närmaste större samhälle är Murray Bridge, nära Murray Bridge Airport. 
Trakten runt Murray Bridge Airport består till största delen av jordbruksmark. Runt Murray Bridge Airport är det glesbefolkat, med 10 invånare per kvadratkilometer. Genomsnittlig årsnederbörd är 513 millimeter. Den regnigaste månaden är juni, med i genomsnitt 86 mm nederbörd, och den torraste är december, med 16 mm nederbörd.